# Medienanalyse
Die Medienanalyse ist ein Forschungsfeld der Kommunikations- und Medienwissenschaft und befasst sich mit dem Medium an sich aus verschiedenen Perspektiven (z. B. ausgehend vom Rezipienten).
Um einen groben Überblick über die Möglichkeiten zu geben, die medienanalytische Verfahren bieten, werden einige methodologische Vorgehensweisen vorgestellt. Dazu sollen verschiedene Theorien kurz umrissen werden, die zum Verständnis der auf ihnen aufbauenden Analysemethoden unerlässlich sind. Die verschiedenen Ansätze zur Medienanalyse unterscheiden sich nicht nur hinsichtlich ihrer methodischen Vorgehensweise, sondern vor allem durch ihre erkenntnistheoretischen Hintergründe. Ihr Verständnis soll als Grundlage für die Differenzierung der unterschiedlichen methodischen Herangehensweisen dienen.

## Hermeneutik
Gegenstand der Hermeneutik, die mit dem Humanismus Anfang des 16. Jahrhunderts entstand, war zunächst der Inhalt der Bibel. Deren Wahrheitsgehalt galt bis dahin als konkret gegeben. Die Theologen versuchten deshalb, ein methodisches Regelwerk zu schaffen, das das Auffinden der biblischen Wahrheit und – vor allem – die möglichen Interpretationen auf die eine und einzig wahre Auslegung einschränken sollte. Diese Auffassung grenzte sich deutlich ab von der Vorstellungswelt des Mittelalters, in welcher der Gedanke des so genannten vierfachen Schriftsinns der Bibel vorherrschte. Anhand dieser Ausführungen wird deutlich, dass für den Umgang mit Texten immer auch das Verständnis von Wahrheit und damit Machtfragen eine entscheidende Rolle spielen. Stand die Hermeneutik am Ende des Mittelalters noch ganz im Dienste kirchlichen Machterhalts, so war das Ziel der Hermeneutik des Philosophen Wilhelm Dilthey im 19. Jahrhundert vor allem die Abgrenzung der verstehenden Geisteswissenschaften gegenüber einer rein erklärenden Naturwissenschaft. Dilthey sah aus positivistisch-soziologischer Perspektive den Vorgang des Interpretierens als geschlossenen, vom Rezipienten selbst unabhängigen Prozess der sich auf einen übergeordneten „objektiven Geist“ stütze und damit vom historischen Kontext unabhängig sei. Hans-Georg Gadamer, ein Schüler Martin Heideggers, erklärt dagegen in seinem berühmt gewordenen Buch „Wahrheit und Methode“ (vgl. GADAMER 1975), dass der Vorgang des Verstehens in historisch wandelbare Gegebenheiten eingebettet ist und damit, den jeweiligen Horizont des Erkenntnisaktes, berücksichtigen muss. Dieser Horizont ist durch Vorkenntnisse geprägt und wird durch das Rezipieren des Untersuchungsgegenstandes erweitert oder korrigiert. Es kommt also mit der Auslegung zu einem neuen Verstehen des Forschungssubjektes. Das Dilemma der kreisförmigen Bedingtheit von Vorwissen und Auslegung bezeichnet Gadamer als „hermeneutischen Zirkel“.
Hermeneutik ist so immer Horizontüberschreitung, die jedoch mit eigenen vorgeprägten Begriffen geschieht. Ausgehend von Heidegger dehnte die Hermeneutik ihren Gegenstandsbereich auf das ganze Spektrum verstehender Erkenntnis aus, indem sie betonte, dass jegliche Form von Wissen letztlich auf Auslegung beruhen müsse.

## Handlungsorientierte Medienanalyse
Die handlungsorientierte Medienanalyse stellt keine fest gegründete medienanalytische Schule dar. Sie wird hier angeführt, weil sie mit einer noch recht jungen, einer auf der Handlungstheorie aufbauenden Perspektive an die Interpretation von medialen Inhalten herangeht. Bei einem so gearteten Zugriff auf eine Interpretation ist das zentrale Anliegen die Handlungsweisen des Autors zu analysieren und zu erklären. Vereinfacht ausgedrückt, herauszufinden, warum der Autor schreibt, was er schreibt. Um die Motive offenzulegen, gibt es in Anlehnung an die Handlungstheorie verschiedene Ansätze, die sich gegenseitig ergänzen können. Bei den zweckrationalen Handlungstheorien steht die Nutzenorientierung des Autors, eine Art Homo oeconomicus, im Mittelpunkt der Betrachtung.
Die eher an Normen orientierten Richtungen der Handlungstheorie gehen davon aus, dass nicht nur die bloße Nutzenkalkulation interessiert, sondern die geltenden kulturellen Werte und sozialen Normen und die Reproduktion der sozial-kulturellen Welt durch den Homo sociologicus.
Aus einer verständnisorientierten Perspektive der Handlungstheorie kann man den Verfasser medialer Inhalte als Homo communicans betrachten. Das Handeln des Autors wird als abhängig von seinem biographischen Erfahrungskontext betrachtet, womit diese Perspektive gewisse Parallelen zum Ansatz Gadamers aufweist.
Letztendlich ergeben sich für eine handlungstheoretisch informierte Medienanalyse ganz ähnliche Probleme wie in der Hermeneutik. Die Suche nach dem Handlungsverstehen findet ihren erkenntnistheoretisch blinden Fleck in der Unmöglichkeit der Horizontverschmelzung. Das Dilemma entspricht dem, was Gadamer schon 1975 als hermeneutischen Zirkel bezeichnet hat. Der Erfahrungsschatz des Interpretierenden vergrößert sich zwar im Sinne der Horizonterweiterung, er wird allerdings nie deckungsgleich mit dem des Autors sein.

## Rezipientenorientierte Medienanalyse
Die Situation des Betrachters wird in der rezipientenorientierten Medienanalyse zum Objekt der Forschung gemacht. Sie ist damit weniger eine Medienanalyse im eigentlichen Sinne, sondern vielmehr als eine Art Medienwirkungsforschung zu sehen.
Ausgehend von der Feststellung, dass jede Wahrnehmung mit einer inneren Einstellung des Wahrnehmenden zusammenhängt, die aus Weltanschauung, charakterlicher Haltung, Kenntnissen und Erfahrung erwächst folgert Lippert, dass „die Bedeutung von medialen Botschaften und ihre Wirkungen rezipienten-orientiert untersucht werden müssen.“ (LIPPERT 1987 S. 73) Um die individuellen Reaktionen des Rezipienten und deren Bedingungen zu untersuchen können folgenden Grundfragen gestellt werden:
1. Welche Bedeutung schreiben die Rezipienten dem Medialen Produkt zu?
2. Wie werden von dem Rezipienten Bedeutungs- und Sinnzusammenhänge rekonstruiert?
3. Wie wird die aktuelle Rezeptionssituation als eine sinnhafte Realität gesehen und gedeutet?

Lippert fasst die grundlegenden Einflüsse auf die Wahrnehmung folgendermaßen zusammen: „Die Situationsspezifische Bedingtheit, die sozialen Randbedingungen und die Personengebundenheit rezeptiver Handlungen sind die Bezugspunkte aller Versuche, Aussagen über Wirkungen von medial vermittelten Botschaften zu machen.“ (LIPPERT 1987 S. 71) Die Rezipientin / der Rezipient also das Subjekt steht im Mittelpunkt der Forschung.
In der Medienwirkungsforschung wird somit nicht versucht, ‚die Realität’ zu untersuchen, sondern die durch die Strukturen der Wahrnehmung, des Denkens und des Fühlens vollzogene Symbolik, welche für das Individuum in Bildern und Sprache erscheint. Durch die Fixierung auf das Individuum wird ein erkenntnistheoretischer Widerspruch aber nur scheinbar umgangen. Erstens wird eine objektive Realität unterstellt, die zwar nicht ungetrübt erkannt werden kann, aber gewissermaßen als Basis aller Wahrnehmungen doch vorhanden ist. Zum zweiten kann man sich als Forscherin der Wahrnehmung des Rezipienten wieder nur im Sinne des hermeneutischen Zirkels annähern. Eine Horizontverschmelzung kann natürlich auch hier niemals stattfinden.

## Diskursanalyse
Eine mit den oben beschriebenen Ansätzen unvereinbare Auffassung von Wirklichkeit wählt die (de-)konstruktivistisch gedachte Diskursanalyse. Sie ist vereinfacht gesagt das Werkzeug der Diskurstheorie; in ihren Grundzügen das Werk eines einzigen Mannes: Michel Foucault. Im Zuge der Welle von Konstruktivismus, Feminismus und Multikulturalismus, die mit der Diskurstheorie in enger Verbindung stehen, und dem damit verbundenen Marsch der ‚68er-Generation’ durch die Institutionen, hat die Diskurstheorie im Rahmen der qualitativen Sozialforschung große Bedeutung erlangt.
Foucault interessierte die Modernisierung als Prozess der Disziplinierung. Er untersuchte dazu die Sprache verschiedener gesellschaftlicher Instanzen, die über die Definitionshoheit dessen, was wahr ist, verfügen. Foucaults Erkenntnisinteresse kreist also um die Verquickung von Sprache und Macht. Sprache ist für ihn die zentrale Konstruktionsinstanz gesellschaftlicher Wirklichkeit und nicht das Abbild einer zwar nicht direkt wahrnehmbaren, aber im Hintergrund doch vorhandenen Realität, die beispielsweise MAYRING und MERTEN postulieren (vgl. z. B. MAYRING 1996, S. 9 ff. und MERTEN 1983, S. 49). Dies bedeutet letztendlich, dass nur das für uns existiert, was wir auch in Sprache fassen können. Jacques Derrida, der Begründer des Dekonstruktivismus, formuliert dies folgendermaßen: „there is nothing outside the text“.
Die Herrschaftssysteme der Sprache, die wie Staatsgebiete durch Grenzen als Hoheitszonen kenntlich gemacht sind, nennt Foucault Diskurse. Sein Analyseverfahren ist vergleichbar mit einer Art Fernerkundung. Erst mit einem gewissen Abstand, einem enormen Überblick und durch das Herausfiltern des Hintergrundrauschens, des normalen Geredes, wird es möglich, die Struktur der Diskurse zu erkennen. Die Diskurse stellen das Regelwerk der Sprache dar und sind mit „Ausschließungsmechanismen“ (DIAZ-BONE 2002, S. 83) verbunden. Sie bestimmen, was wie gesagt wird und vor allem auch, was nicht gesagt werden darf. Diskursanalyse widmet sich weder der Untersuchung von Text vom Standpunkt des Autors aus, noch betreibt sie Forschung an den formalen Strukturen des Textes. Sie versucht die Bedeutungen, die sich über die Kombination der verschiedenen Diskurselemente einstellen, zu erschließen. Diskursanalyse fragt also nach den „Regeln der Aussagenproduktion“ (DIAZ-BONE 2002, S. 79)
In Deutschland hat vor allem Jürgen Habermas den Diskursbegriff mitgeprägt. Er sieht Diskurse im Gegensatz zu Foucault als „rationale und machtneutrale“ (JÄGER 2001, S. 127) Instanzen und ordnet damit der Sprache an sich eine andere Wirkungsmächtigkeit zu. Sprache ist nicht wie bei Foucault das grundsätzlich strukturierende Element unserer sozialen Welt. Der Habermas’sche Diskursbegriff entfaltet im Zusammenhang von Medienanalyse weniger Möglichkeiten einer praktischen Untersuchung und soll an dieser Stelle deshalb nicht weiter analysiert werden.
Ausgehend von Foucault haben sich verschiedene Ansätze der Diskursanalyse herausgebildet, die teilweise mit handlungstheoretischen und textanalytischen Verfahren kombiniert werden. Diskursanalyse als einheitliche Methode besteht also schon durch die unterschiedlichen theoretischen Ausrichtungen und die verschiedenen dahinter stehenden Weltbilder der Diskursanalytiker nicht.

## Narrative Medienanalyse
Die Narrative Medienanalyse begreift den Menschen als einen „homo narrans“, als das Tier, das erzählt (GRIMM 2019, S. 88f.). Sie interessiert sich in der Folge für die narrative Struktur medialer Kommunikate. Als „Narrativ“ gilt in diesem Sinne im Anschluss an Aristoteles und den Strukturalismus die Existenz einer Struktur aus Ausgangszustand, Transformation und Endzustand (MÜLLER/GRIMM 2016, S. 55–64). Derartige narrative Strukturen können nicht nur in fiktionalen Medien wie Roman oder Spielfilm, sondern auch in non-fiktionalen Gattungen wie Reportage, Sachbuch oder in der Werbung identifiziert werden (MÜLLER/GRIMM 2016, S. 97–99). Werden mehrere Kommunikate in die Analyse mit einbezogen, so ist die Narrative Medienanalyse auch in der Lage, sogenannte „Metanarrative“ zu identifizieren, welche den Diskurs strukturieren, beispielsweise das Narrativ des Patriotismus im PEGIDA-Diskurs (MÜLLER/GRIMM 2016, S. 100–104).
Zentrale Werkzeuge der narrativen Medienanalyse sind das Modell der semantischen Raumstruktur nach Jurij M. Lotman und das Modell der Aktantenstruktur nach Algirdas Julien Greimas. Die semantische Raumstruktur wird aufgespannt von den semantischen Oppositionspaaren eines Textes. Zwischen den semantischen Räumen existieren Grenzen. In Fällen, in denen diese Raumgrenzen von einer handelnden Figur überschritten werden oder sich verändern (beispielsweise durch Raumtilgung, Grenztilgung oder Grenzverschiebung), spricht die narrative Medienanalyse von einem Zentralereignis (MÜLLER/GRIMM 2016, S. 64–78). Diejenige Figur, der diese Transformation widerfährt, wird als Held bezeichnet. Als weitere Aktantenfiguren kommen Gegner/Antiheld, Helfer, Wunschobjekt, Auftraggeber und Nutznießer hinzu. Diese Aktantenrollen können in einem konkreten Narrativ von einer oder mehreren Figuren besetzt werden, müssen es aber nicht. Diese Figur kann auch eine Gruppe von Personen, ein abstrakter Gegenstand oder ein Wert sein, beispielsweise, wenn ein Held durch seine Sehnsucht nach Anerkennung motiviert ist (MÜLLER/GRIMM 2016, S. 86–90).
Da Narrative als Bedeutungsvermittler Wertevorstellungen transportieren, können sie im Rahmen einer Narrativen Ethik genutzt werden. Dies gilt sowohl deskriptiv im Sinne der Analyse der in Narrativen transportierten Wertvorstellungen als auch normativ in der Anwendung von Narrativen als Instrumente zum Aufbau ethischer Kompetenz (GRIMM/KEBER/ZÖLLNER 2019, S. 18f.).

## Normen
Die DIN EN 15707 legt das Vokabular für die Dienstleistungsanforderungen an Medienuntersuchungen auf dem Gebiet der Printmedien fest. Viele der Definitionen zu relevanten Begriffen greifen auf Festlegungen in der ISO 20252:2006 zurück.